# Jemison
Jemison is een plaats (town) in de Amerikaanse staat Alabama, en valt bestuurlijk gezien onder Chilton County.

## Demografie
Bij de volkstelling in 2000 werd het aantal inwoners vastgesteld op 2248.
In 2006 is het aantal inwoners door het United States Census Bureau geschat op 2550, een stijging van 302 (13,4%).

## Geografie
Volgens het United States Census Bureau beslaat de plaats een oppervlakte van
21,1 km², waarvan 21,0 km² land en 0,1 km² water.

## Plaatsen in de nabije omgeving
De onderstaande figuur toont de plaatsen in een straal van 24 km rond Jemison.